# Roscoea auriculata
Roscoea auriculata là một loài thực vật có hoa trong họ Gừng. Loài này được Karl Moritz Schumann miêu tả khoa học đầu tiên năm 1904.

## Từ nguyên
Tính từ định danh auriculata là nói tới hai chồi hình tai ở các chỗ nối của phiến lá và bẹ lá.

## Phân bố và môi trường sống
Đồng cỏ; ở cao độ 2.250-3.000 m. Có ở miền bắc Ấn Độ (Sikkim), Bhutan, miền đông Nepal, Trung Quốc (trung nam Tây Tạng). Tên gọi thông thường trong tiếng Trung là 耳叶象牙参 (nhĩ diệp tượng nha sâm), nghĩa đen là sâm răng voi lá hình tai.

## Mô tả
Cây mọc thẳng, cao 20–40 cm. Lá 3-7; bẹ lá màu tía, hình ống, khép kín toàn bộ; phiến lá hình mũi mác, 7,5-20 × 2-2,5 cm, nhẵn nhụi, đáy hình tai (từ đây mà có tên gọi nhĩ diệp tượng nha sâm) và ôm chặt, đỉnh nhọn. Cụm hoa gồm vài hoa; cuống cụm hoa được bẹ lá bao quanh; lá bắc hình mác-thẳng, 2-2,5 cm, dạng màng. Hoa thường có màu tía tươi hoặc trắng. Đài hoa ~3,5 cm. Ống tràng hoa dài hơn đài hoa; thùy hình mũi mác, ~3,5 cm. Các nhị lép bên mọc thẳng, màu trắng, cong hình lưỡi liềm, dài ~2 cm, có vuốt ngắn. Cánh môi uốn ngược, hình trứng ngược, ~4,5 x 3 cm, đỉnh 2 khe. Nhị ~2 cm; bao phấn ~1 cm; cựa liên kết ngắn. Quả nang 2–3 cm. Hạt màu nâu. Ra hoa tháng 6-8.
R. auriculata thuộc nhánh Himalaya của chi Roscoea, như mong đợi từ sự phân bố của nó. Nó dường như có quan hệ họ hàng gần nhất với R. alpina.

## Gieo trồng
Jill Cowley lưu ý rằng R. auriculata đã được trồng trong vườn trong nhiều năm dưới tên của một loài khác là R. purpurea. Bà đưa ra một số đặc điểm phân biệt, bao gồm bản chất có tai của lá, màu tía tươi của hoa chứ không phải màu tía nhạt hơn của R. purpurea, các nhị lép bên màu trắng tương đối ngắn hơn của R. auriculata, và cánh môi bị uốn xuống của nó.
R. auriculata, giống như các loài và giống cây trồng Roscoea khác, thường được trồng trong các vườn đá. Chúng thường cần một chỗ tương đối nhiều nắng với đất giữ ẩm nhưng thoát nước tốt. Do không xuất hiện trên mặt đất tới tận cuối mùa xuân hoặc thậm chí đầu mùa hè, nên chúng thoát khỏi thiệt hại do băng giá ở những vùng có nhiệt độ xuống tới dưới 0 °C. R. auriculata được mô tả là một trong những loài thường được trồng và dễ trồng nhất. Khi được trồng tại Vườn Thực vật Hoàng gia ở Kew, nó được trồng ở vị trí có nắng vào buổi sáng nhưng có bóng râm vào buổi chiều. Không nên trồng nó ở nơi nhiều nắng hoặc ở nơi quá nóng. Các dạng màu tím-tía sẫm và trắng được gieo trồng. Một dạng với hoa lớn, nhiều màu sắc được trồng với tên gọi Roscoea auriculata 'Floriade'.
R. auriculata và một số giống cây trồng của nó đã được đưa vào một cuộc thử nghiệm Roscoea do Hiệp hội Làm vườn Hoàng gia Anh tổ chức từ năm 2009 đến năm 2011. Tất cả đều tỏ ra là chịu được lạnh (hạng H4, tức là chịu lạnh ở bất kỳ đâu tại quần đảo Anh), ra hoa từ tháng 7 đến tháng 9. Giải thưởng Garden Merit đã được trao cho loài này và giống cây trồng 'Summer Deep Purple' của nó. Giống cây trồng này gần giống với các dạng điển hình của loài này nhưng cao hơn, cho nhiều hoa với mùa hoa kéo dài.

## Hình ảnh

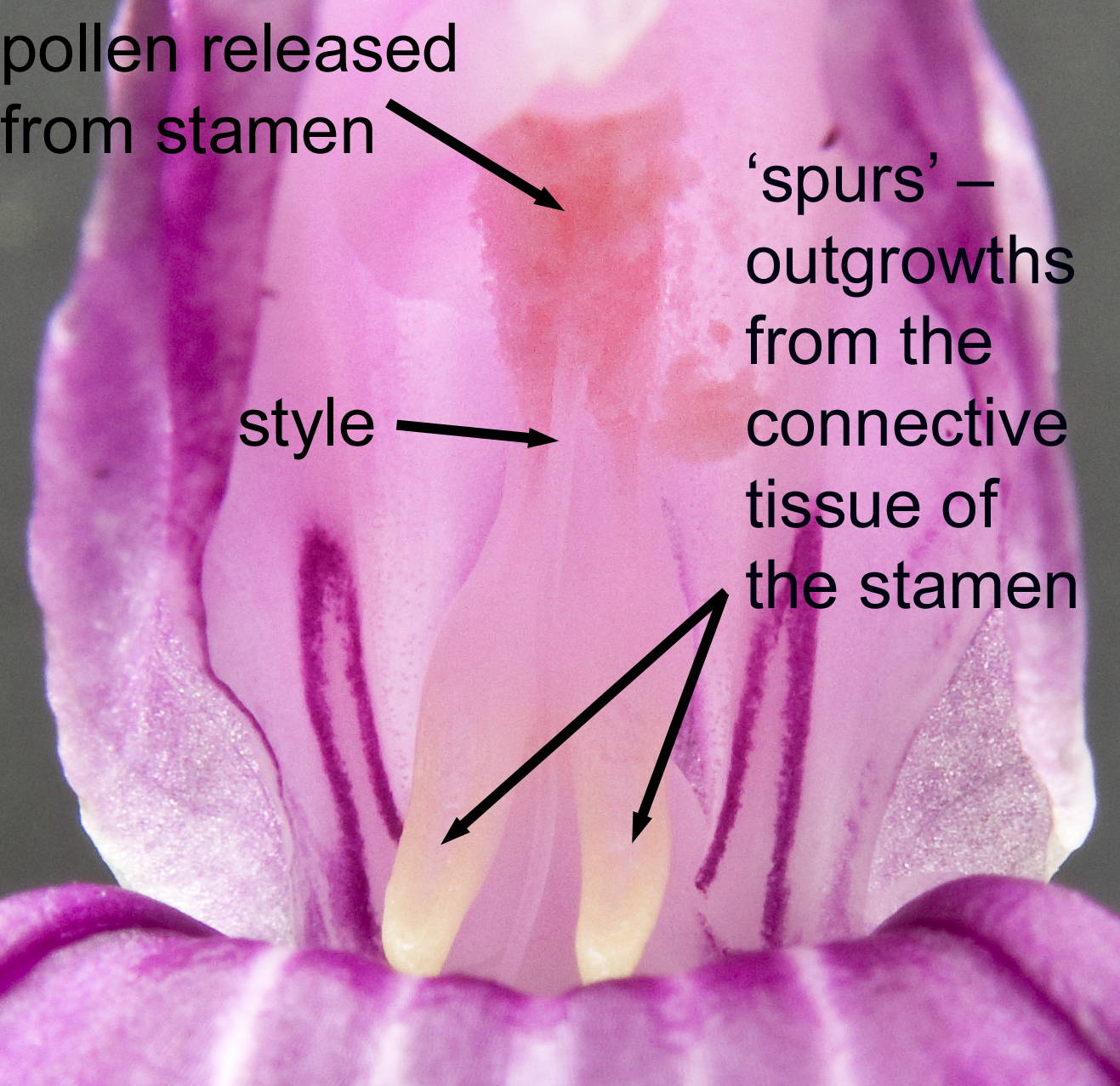
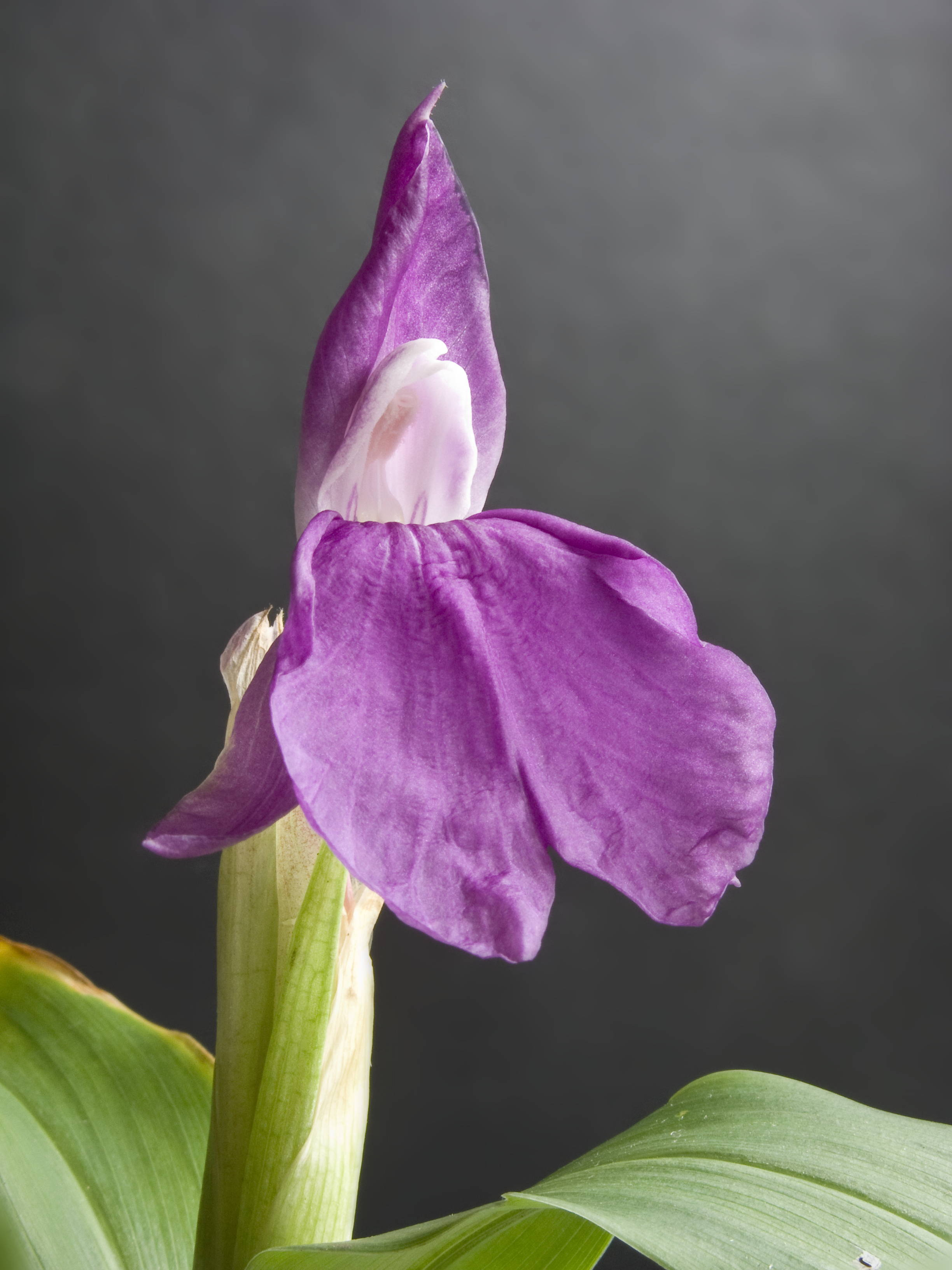
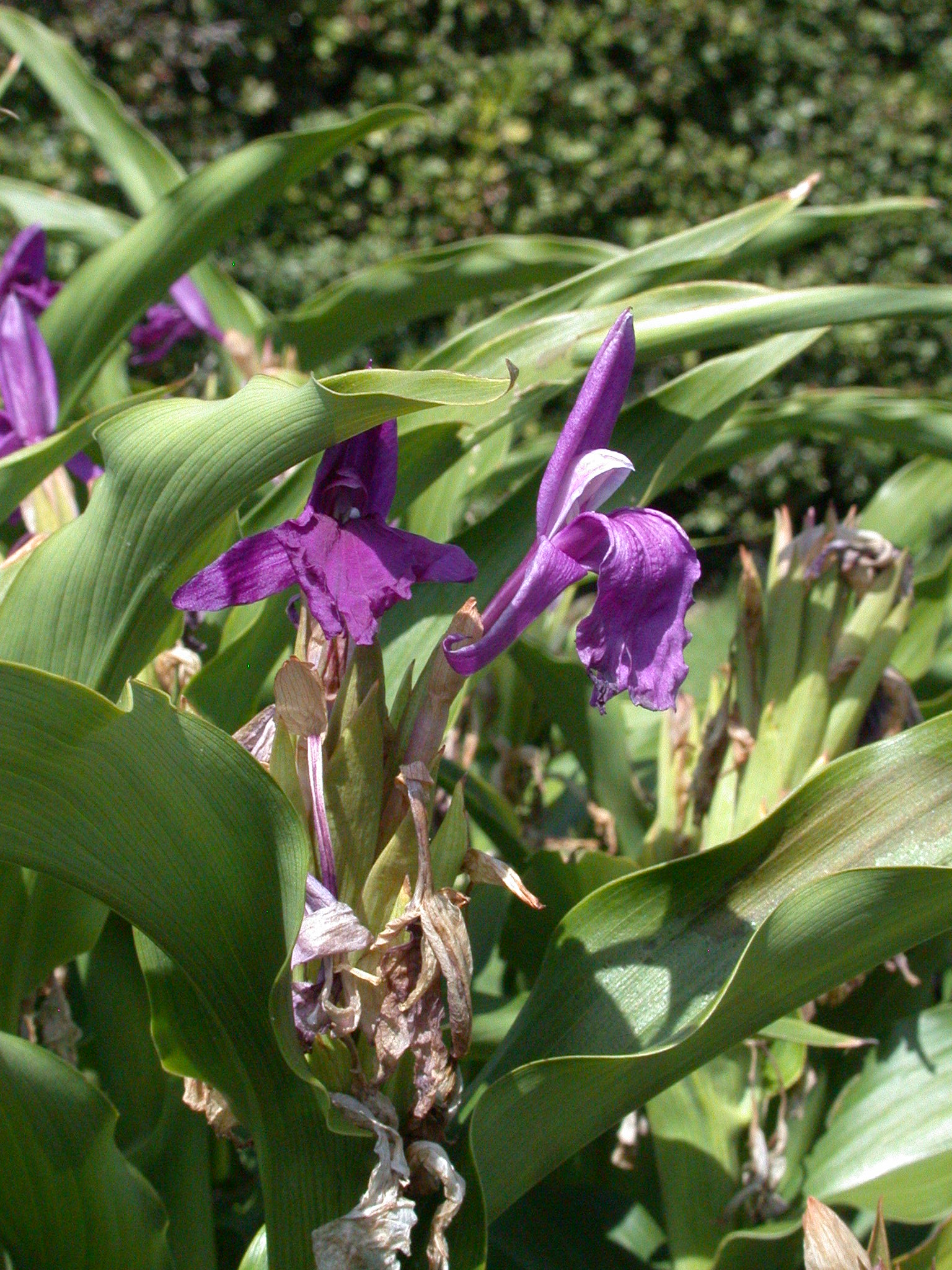